# Robert Hausmann
Robert Hausmann (13 de agosto de 1852 – 18 de enero de 1909) fue un notable violonchelista alemán del siglo XIX que estrenó importantes obras de Johannes Brahms (incluido el Doble Concierto) y de Max Bruch (incluido el Kol Nidrei). Fue el violonchelista del Joachim Quartet y enseñó en la Königliche Hochschule für Müsik de Berlín.

## Biografía

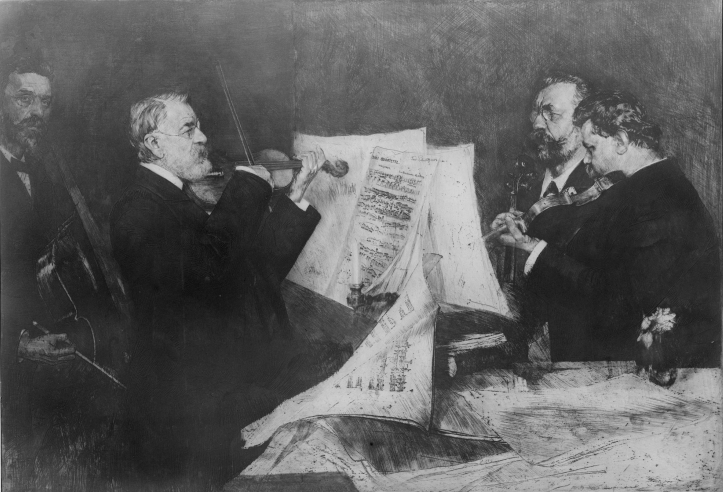
El Cuarteto Joachim. De izquierda a derecha: Robert Hausmann (violonchelo), Joseph Joachim (primer violín), Emanuel Wirth (viola) y Karel Halíř (segundo violín)

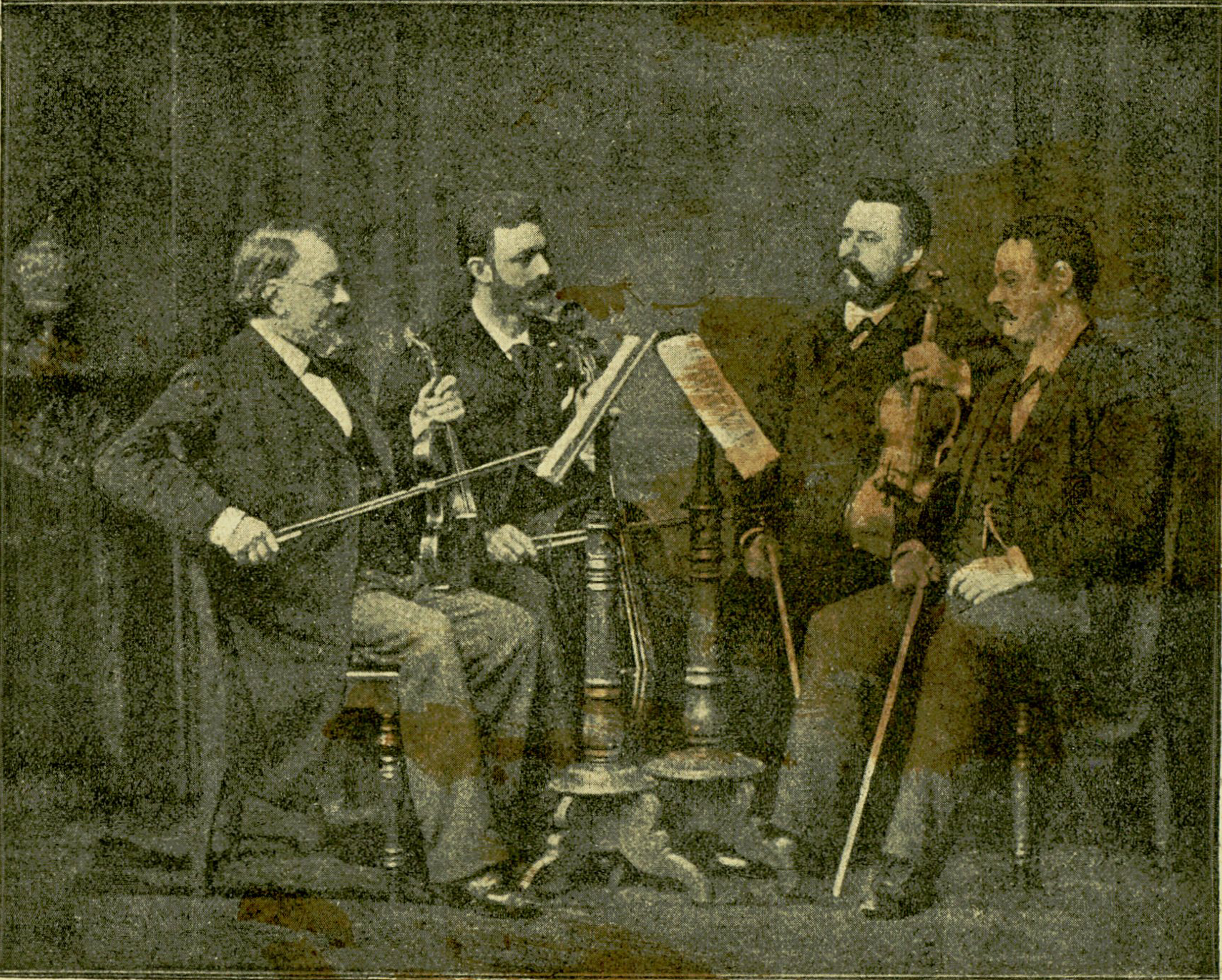
El Cuarteto Joachim

### Formación
Robert Hausmann nació en Rottleberode, Harz, en la actual Sajonia-Anhalt, Alemania. Su abuelo paterno, Friedrich Ludwig Hausmann (1782-1859) fue profesor de mineralogía en la Universidad de Göttingen, y su padre, Friedrich Ludolf Hausmann (1810-1880), también estuvo especializado en la minería en las montañas Harz, ricas en minerales. La familia Hausmann había desempeñado un papel destacado en la vida cívica y cultural de la ciudad de Hannover desde el siglo XVIII. El tío abuelo de Robert, Bernhard (1784-1873), fue un importante coleccionista de arte y violinista aficionado cuyas memorias, Erinnerungen aus dem 80 jährigen Leben eines hannoverschen Burgers Hannover (1873), brindan un relato detallado de sus muchas actividades durante un período lleno de acontecimientos en la historia de Hannover.
Robert ingresó al Gymnasium en Brunswick a los ocho años en 1861, donde prosiguió sus estudios de violonchelo con Theodor Müller, el violonchelista del Cuarteto Müller, uno de los primeros cuartetos de cuerda profesionales en Alemania. Después en 1869 fue uno de los primeros alumnos de la Hochschule für Musik de Berlín, donde estudió con el sobrino de Müller, Wilhelm Müller, bajo la dirección general del violinista Joseph Joachim que era el rector del centro. Joachim le presentó al gran violonchelista y maestro italiano Carlo Alfredo Piatti (1822-1901), quien le enseñó en Londres en 1871 y también en su finca en Cadenabbia en el lago de Como, Italia.

### Profesor, miembro delCuarteto Joaquimy proyección en Inglaterra
Acabada su formación se unió al cuarteto de cuerdas del Conde Hochberg en Silesia de 1871 a 1876, cuando fue nombrado instructor de violonchelo en la Hochschule de Berlín. Alí se convirtió en instructor principal tras la jubilación de Wilhelm Müller en 1879 y fue nombrado profesor en 1884. Desde 1879 hasta la muerte de Joseph Joachim en 1907 fue el violonchelista del Cuarteto Joachim, junto al propio Joachim (primer violín), Heinrich de Ahna (hasta su muerte en 1892), reemplazado por Karel Halíř (segundo violín) y Emanuel Wirth (viola). Siempre fue un músico de cámara muy activo, reconocido en Alemania, en Europa en general y en Londres. Hausmann actuó en Gran Bretaña casi todos los años, desde 1876 hasta un mes antes de su muerte.
En 1879-80, Charles Villiers Stanford escribió un Concierto para violonchelo en re menor para Robert Hausmann. Esto siguió al estreno de Hausmann en Inglaterra de la Sonata para violonchelo de Stanford, op. 9, en 1879. Fue la primera sonata para violonchelo británica significativa. En 1881, Hausmann estrenó el Kol Nidrei, op. 47, de Max Bruch que le fue dedicado. Bruch escribió este en respuesta a una antigua solicitud de Hausmann de escribir una pieza para violonchelo y orquesta que coincidiera con las que había escrito para violín y orquesta. Bruch también consultó a Hausmann sobre diferentes aspectos técnicos. La  Canzone en si bemol, op. 55, y Vier Stücke, op. 70, del mismo Bruch también están dedicadas a Hausmann.

### Relación con Brahms
Pero la asociación más significativa de Hausmann fue con Johannes Brahms. Después de que tocaran juntos por primera vez en 1883, fue un invitado frecuente entre el círculo de amigos de Brahms que hacían presentaciones privadas en sus hogares. La Sonata para violonchelo n.° 2 en fa mayor, op. 99, le fue dedicada y estrenada en Viena, con el compositor al piano (14 de noviembre de 1886). También popularizó la Sonata para violonchelo n.° 1 en mi menor, op. 38. En noviembre de 1891 participó en la primera interpretación privada, en Meiningen, del Trío para clarinete en la menor, op. 114, con Richard Mühlfeld al clarinete y Brahms al piano. Al mes siguiente triunfaron en el estreno público en Berlín. Además, Hausmann formó parte de los estrenos en Berlín del Piano Trio en do menor op. 101, el Quinteto en sol mayor, op. 111, y el Quinteto para clarinete, op. 115, algunas de las mejores obras maestras tardías de Brahms.
Lo más importante es que Hausmann y Joseph Joachim fueron los dos solistas para los que Brahms escribió el Concierto doble en la menor, op. 102, su última obra orquestal. Brahms trabajó con ambos en la pieza antes de su estreno en Wiesbaden el 18 de octubre de 1887. El crítico Eduard Hanslick escribió que Hausmann "no era inferior a Joachim". 
Como parte del Cuarteto Joachim, Hausmann defendió toda la música de cámara para cuerda de Brahms, que se presentó regularmente en la serie de conciertos de Berlín del Cuarteto durante más de treinta años. 

### Música de cámara y otras actividades
Además del Cuarteto, Hausmann fue miembro fundador de un grupo de trío de piano, formado por sus colegas de la Hochschule, Heinrich de Ahna (con Emanuel Wirth reemplazando a de Ahna después de su muerte en 1892) y el pianista Heinrich Barth. Comenzaron una serie de conciertos por suscripción en Berlín que duró desde 1878 hasta 1907. Su temporada de conciertos era similar a la del Cuarteto, comenzando en octubre y terminando en marzo. En sus primeros años actuaron en la Singakademie. Sin embargo, en 1889 comenzaron a tocar "noches de música de cámara popular" en la Philharmonie, mucho más grande, donde generalmente llenaban más de 2000 asientos.
En 1894, Hausmann se casó con Helene von Maybach, hija del ministro de Comercio de Prusia, Albert von Maybach. Tuvieron dos hijos: Luise (n. 1895) y Friedrich Georg (n. 1900), que también se dedicó a la música.
Hausmann publicó ediciones de las Suites para violonchelo de Bach y las Sonatas para violonchelo y las Variaciones concertantes en re mayor de Mendelssohn, op. 17; también hizo arreglos para violonchelo y piano del Märchenbilder, op . 113 de Schumann (originalmente para viola y piano), y el Concierto para violonchelo de Bernhard Molique.
Sus alumnos incluyeron a Friedrich Koch (maestro de Boris Blacher y Paul Kletzki), Wallingford Riegger, Philipp Roth, Percy Such, Hugo Dechert, Otto Lüdemann, Lucy Campbell, Arthur Williams y otros.
Tocó un excelente violonchelo Stradivarius de 1724, que todavía se conoce como Strad "Hausmann". Lo adquirió del hijo de su tío abuelo, el virtuoso del violonchelo y especialista en música de cámara afincado en Gran Bretaña George Hausmann (1814-1860). Más tarde fue propiedad del maestro ruso Edmund Kurtz (violonchelo principal de la Orquesta Sinfónica de Chicago).
Robert Hausmann murió en Viena en enero de 1909, a los 56 años, después de tocar un recital de las Sonatas para violonchelo de Beethoven con Marie Baumeyer en Graz la noche anterior. Donald Tovey había tocado música de cámara con Joachim y Hausmann durante sus últimos años, y sus Variaciones elegíacas para violonchelo y piano, op. 10, fueron escritas en memoria de Hausmann.